# Titularbistum Chonochora
Chonochora (ital.: Conocora) ist ein Titularbistum der römisch-katholischen Kirche.
Es geht zurück auf einen ehemaligen Bischofssitz in der antiken Stadt gleichen Namens der römischen Provinz Syria Coele bzw. in der Spätantike Syria salutaris in Zentralsyrien. Er gehörte der Kirchenprovinz Damaskus an.
| Titularbischöfe von Chonochora |               |                                                               |                |                   |
| Nr.                            | Name          | Amt                                                           | von            | bis               |
| 1                              | René Audet    | Weihbischof in Ottawa (Kanada)                                | 21. Mai 1963   | 3. Januar 1968    |
| 2                              | Joseph Khoury | Apostolischer Visitator der Maroniten in West- und Nordeuropa | 29. April 1993 | 11. November 1996 |